# 呷日本·泽旺多吉
呷日本·泽旺多吉（1921年—1964年）藏族，西藏巴青人，昌都丁青末任呷日本。

## 生平
藏历第十五绕迥阴铁鸡年（民国十年，1921年），生于西藏巴青的一个农奴主家庭。17岁时，赴昌都丁青呷日本家上门后，继任呷日本一职。上一世呷日本任千户，曾协助清军攻打西藏拉萨，后来战败被俘，西藏噶厦将其家产的十分之二没收，并由千户贬为百户，还强令其妻给总管支差，后来死在拉萨。
藏历第十六绕迥阴土兔年（民国28年，1939年），泽旺多吉上门后，将呷日本的原有财产收回。他全家有6口人，是丁青势力最大的百户头人之一，下辖9个半丁本。西藏民主改革前，拥有土地1000余藏克，牛400余头，骡马30余头，牛场3个，房子50余间，男女佣人30余人，钢枪19支。所辖1个半丁本的查龙乡有212户，每年交租青稞45藏克，酥油74藏斤，肉74腿（整头牛的1/4为一腿），212个银元，青草323藏斤，麦草1254藏斤，牛粪（当燃料使用）1254藏斤，木柴323藏斤；此外，还需劳力600余人（次）支差，并征用1000多藏克土地所需的全部劳畜力。受到其征用、支差的民工中，有100多人受鞭打，15人致残乃至伤亡。
1950年昌都战役后，中国人民解放军占领昌都，呷日本出任昌都地区人民解放委员会委员，丁青第一办事处生产建设科科长，西藏自治区筹备委员会委员，西藏自治区筹备委员会建设处副处长等职。
1956年，昌都地区人民代表大会宣传改革政策时，呷日本和江达首领齐美贡布等均反对改革。同年，呷日本在拉萨与西藏部分上层人士签订发动暴动的“攻守同盟书”。1957年，在拉萨秘密参与组织四水六岗，并接受“叛国集团”交给他的组织军队、购置枪械、囤积粮草、准备“反汉”的任务。
1959年藏区骚乱中，1959年1月24日晨，呷日本率300人的武装进攻驻丁青的中国人民解放军，遭到反击，呷日本的部队除11人逃跑外，其余均被歼，解放军方面有1名副连长和3名战士阵亡。此后，呷日本又组织800人再次进攻，但仍失败。不久，他率3000余人进攻中共丁青县委驻地，仍遭击退。此后，中共昌都分工委以及分工委书记王其梅多次致信呷日本，讲明中国共产党的政策，劝他悔过；同时，中共三十九族分工委、昌都地区人民解放委员会第一办事处、中共丁青中心县委也多次派人或致信，劝其停止武装“叛乱”。但呷日本并未接受。1959年3月28日，他被撤销西藏自治区筹备委员会委员职务。1960年11月2日，呷日本在丁青县呷塔地区浆中纳北侧遭中国人民解放军平叛部队俘虏。
1964年，呷日本在昌都关押期间自杀身亡。